# Seewis im Prättigau
Seewis im Prättigau és un municipi del cantó dels Grisons (Suïssa), situat al districte de Prättigau/Davos.

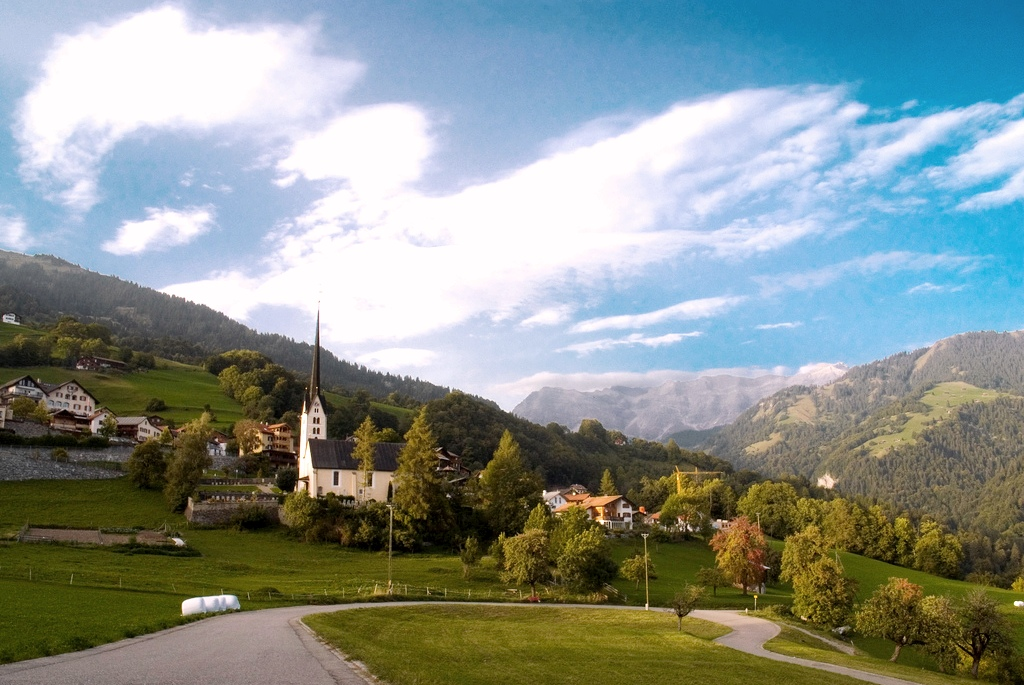
Vista general